# Libellula forensis
Libellula forensis är en trollsländeart som beskrevs av Hagen 1861. Libellula forensis ingår i släktet Libellula och familjen segeltrollsländor. Inga underarter finns listade i Catalogue of Life.

## Bildgalleri

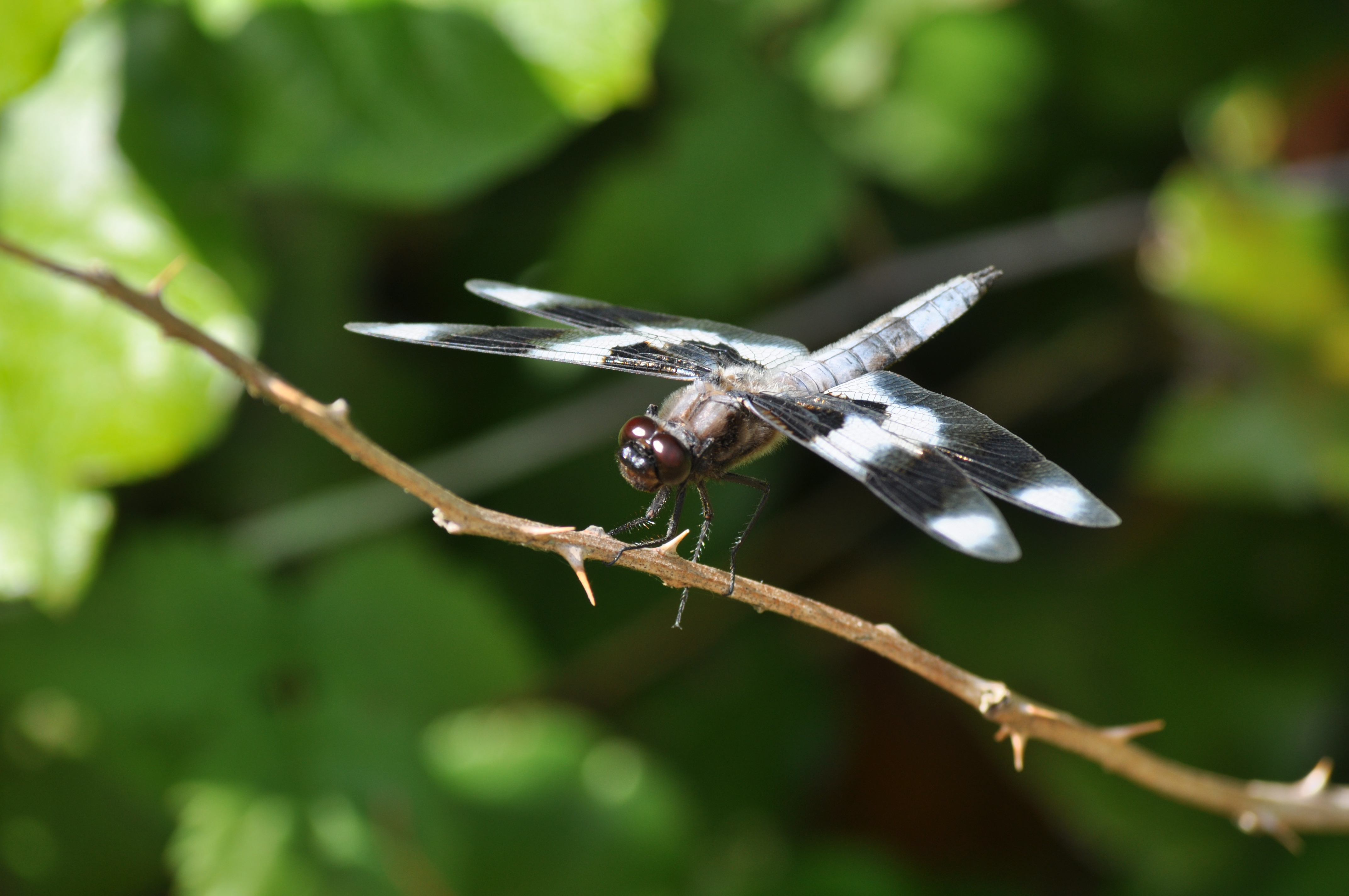
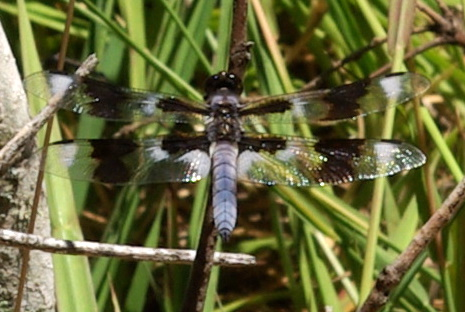
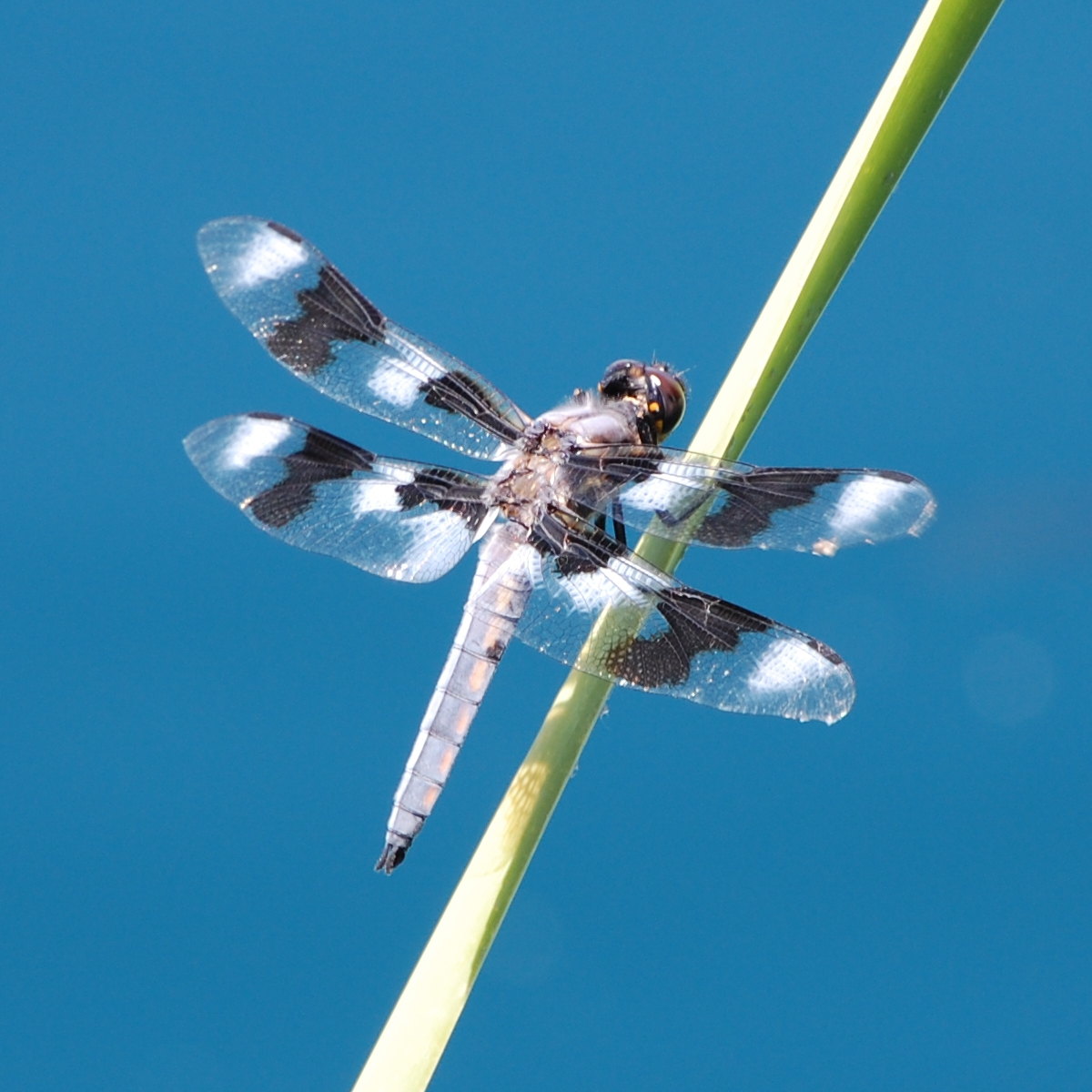
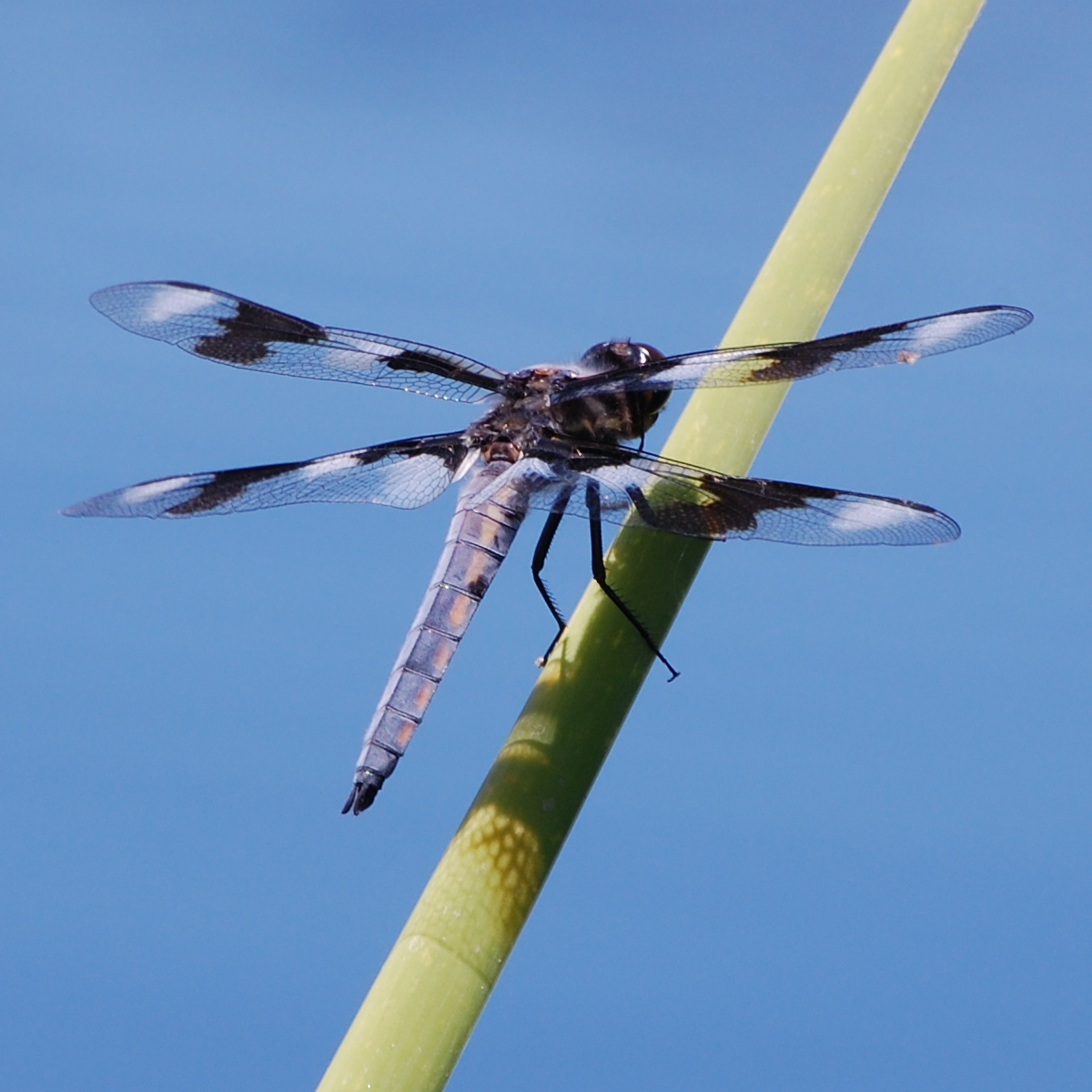